# The Last Bandoleros

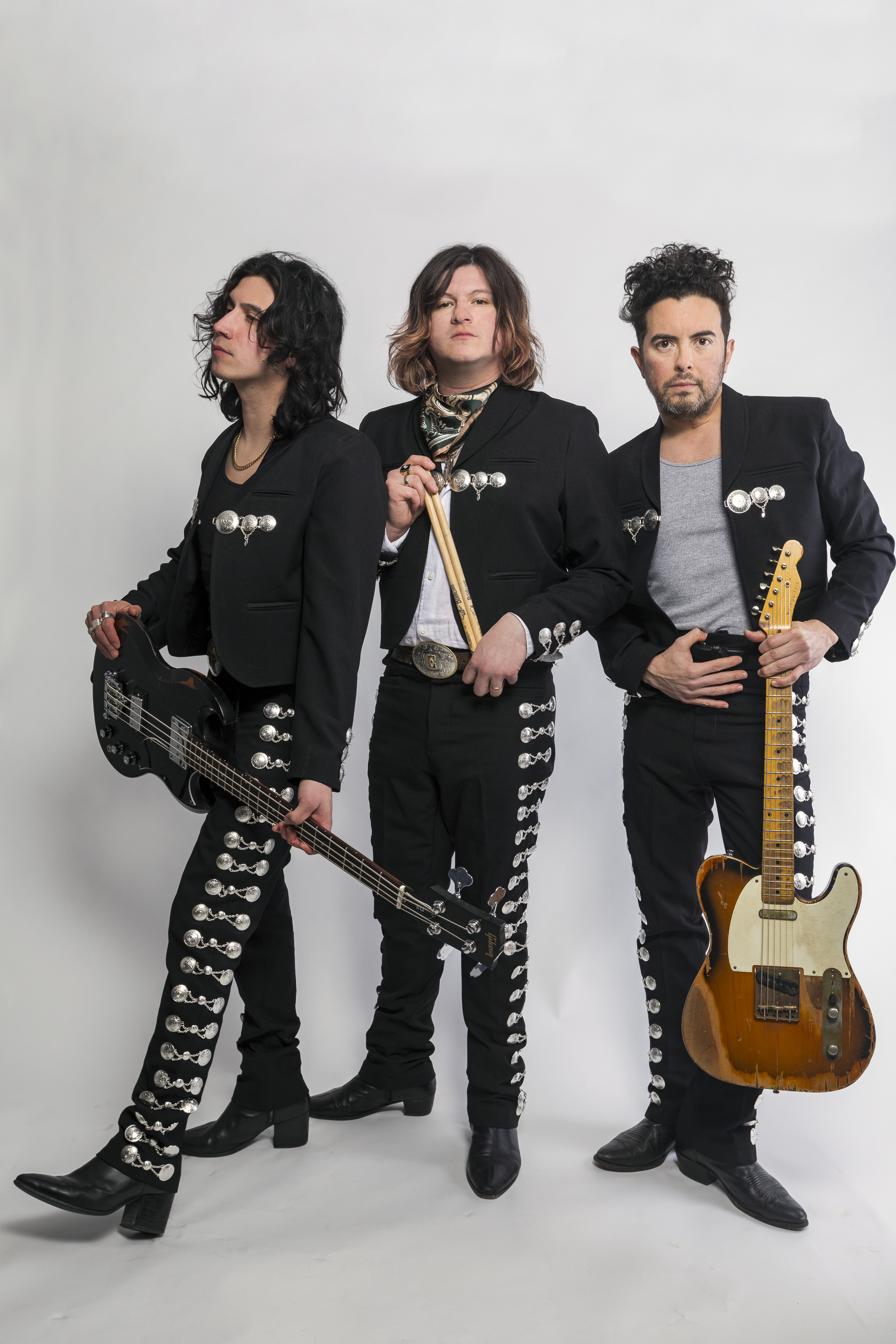
The Last Bandoleros (2022)

The Last Bandoleros ist eine amerikanische Tex-Mex-Band aus San Antonio und New York City. Sie entstand 2013 aus dem Zusammenschluss befreundeter Musiker; dieser diente anfangs nur dem Zweck, gemeinsam Songs zu verfassen. Unter dem englisch-spanischen Bandnamen The Last (englisch für ‚Die letzten‘) Bandoleros (spanisch für ‚Geächteten‘) treten sie seit 2016 auf. Im gleichen Jahr produzierten sie ihre erste gemeinsame Single Where Do You Go?.

## Veröffentlichungen
Im Januar 2017 veröffentlichte Warner Bros. Records eine EP mit sechs eigenen Titeln. 2018 ist ihre erste Langspielplatte, betitelt San Antonio, erschienen. Im April 2020 veröffentlichte Warner ein weiteres Album (Live in Texas) mit zehn Liedern.
Ihre dritte LP aus dem Sommer 2022 gibt es in einer englisch- (Tex Flex) sowie einer spanischsprachigen (Tex Flex Folklórico) Fassung, wobei die Titellisten nicht identisch sind. So findet sich auf der einen Version Eddie Cochrans Something Else, auf der anderen dafür And I Love Her von den Beatles. Der Song California Moon ist gemeinsam mit der Singer-Songwriterin Hannah Brier entstanden, und Maldita erhielt den Premio Tejano Mundial Award als Crossover Song of the Year.

## Besetzung
Die Band wurde von den drei Musikern Diego Navaira (Bass/Gesang), Derek James (Gitarre/Gesang) und Jerry Fuentes (Gitarre/Gesang) gegründet. Bei Konzerten treten sie mittlerweile regelmäßig zusammen mit Emilio Navaira IV. (Schlagzeug/Gesang) auf, und auch auf dem Cover ihrer ersten EP sind – scherenschnittartig – alle vier Musiker abgebildet. Außerdem werden sie sowohl im Studio als auch bei ihren Liveauftritten von einem Squeeze-box-Spieler (Akkordeonist) begleitet; auf ihrer Tournee mit Sting war dies Percy Cardona, ebenfalls aus San Antonio. Derek James hat die Last Bandoleiros Anfang 2022 verlassen.
Diego und Emilio sind Söhne von Emilio Navaira III., einem 2016 verstorbenen Grammy- und Latin-Grammy-Gewinner und Star der Tejano Music. Manager der Band ist Martin Kierszenbaum.

## Musikstil und Karriere
HITS charakterisierte den Stil der Last Bandoleros als Mischung aus „harmoniereichem Beatleskem Rock and Roll mit Tex-Mex und anderen rhythmusstarken Einflüssen, tadellos melodisch und verstärkt durch rauhes, ehrliches Gitarrenspiel“ und lobte ihre Debütsingle mit den Worten „Der musikalische Schwung und die fröhliche Energie in diesem Song sind ganz schön unwiderstehlich“. Auf ihrer im Frühjahr 2018 erschienenen Single Love With a Girl ist die klangliche Nähe zu den Beatles besonders augenfällig; darauf erklingt das „Yeah yeah yeah“ aus She Loves You im Refrain.
Rolling Stone stellte sie im Mai 2016 als einen von „zehn neuen Country-Acts, die man gehört haben muss“, vor.
The Last Bandoleros begleiteten Sting, der auf die Gruppe bei einem ihrer frühen Liveauftritte aufmerksam geworden war und ihren Stil als „Los Lobos treffen The Monkees“ einordnet, 2016/2017 auf seiner „57th and 9th“-Tournee in den Vereinigten Staaten und Europa. Auf dessen Single I Can’t Stop Thinking About You sind die Stimmen der vier Bandmitglieder im Hintergrund zu hören.

## Nachweise und Anmerkungen
1. ↑  Artikel „Get to Know the Last Bandoleros, Sting’s New Favorite Group“ vom 19. Oktober 2016 auf theboot.com
2. ↑  siehe das offizielle Video von „Where Do You Go?“ bei youtube.com
3. ↑  nach der Website der Band
4. ↑  Biographie von Vater Emilio bei allmusic.com
5. ↑  Meldung vom 13. April 2015 bei billboard.com
6. ↑  Zitat aus dem Artikel „Critics’ choice – The Last Bandoleros (Because you need Rock and Roll in your life)“ vom 20. September 2016 auf hitsdailydouble.com
7. ↑  nach dem Artikel „Who Are The Last Bandoleros?“ auf der Website der Band (siehe unter Weblinks)
8. ↑  Präsentation der Band im Mai 2016 bei rollingstone.com
9. ↑  Sting-Zitat vom 22. Februar 2017 auf der Website der Band